# 巴瓦纳
巴瓦纳（Bawana），是印度德里North West县的一个城镇。总人口23095（2001年）。

## 人口
该地2001年总人口23095人，其中男性12947人，女性10148人；0—6岁人口3180人，其中男1801人，女1379人；识字率71.51%，其中男性为77.96%，女性为63.29%。